# Episodi di Hit-Monkey
La prima stagione di Hit-Monkey è stata trasmessa in prima visione negli Stati Uniti d'America sulla piattaforma streaming Hulu il 17 novembre 2021. In Italia la serie è stata pubblicata su Disney+ il 26 gennaio 2022.
| nº | Titolo originale             | Titolo italiano                   | Pubblicazione USA | Pubblicazione Italia |
| -- | ---------------------------- | --------------------------------- | ----------------- | -------------------- |
| 1  | Pilot                        | Assassino degli assassini         | 17 novembre 2021  | 26 gennaio 2022      |
| 2  | Bright Lights, Big City      | Le mille luci di New York         | 17 novembre 2021  | 26 gennaio 2022      |
| 3  | Legend of the Drunken Monkey | La leggenda della scimmia ubriaca | 17 novembre 2021  | 26 gennaio 2022      |
| 4  | The Code                     | Il codice                         | 17 novembre 2021  | 26 gennaio 2022      |
| 5  | Run Monkey                   | Corri, scimmia, corri             | 17 novembre 2021  | 26 gennaio 2022      |
| 6  | The Long Goodbye             | Il lungo addio                    | 17 novembre 2021  | 26 gennaio 2022      |
| 7  | Sayonara Monkey              | Sayonara, Monkey                  | 17 novembre 2021  | 26 gennaio 2022      |
| 8  | Home Sweet Home              | Casa dolce casa                   | 17 novembre 2021  | 26 gennaio 2022      |
| 9  | The End: Part One            | La fine: prima parte              | 17 novembre 2021  | 26 gennaio 2022      |
| 10 | The End: Part Two            | La fine: seconda parte            | 17 novembre 2021  | 26 gennaio 2022      |